# Sander van Heeswijk
Sander van Heeswijk (Geldrop, 30 maart 1972) is een Nederlands hockeyer. Hij speelde in totaal 94 officiële interlands (twee doelpunten) voor de Nederlandse hockeyploeg.
De verdediger annex middenvelder van Tegenbosch, later HC Eindhoven en Oranje Zwart maakte zijn debuut voor het Nederlands elftal op 12 april 1995 in de oefeninterland Nederland-India (4-0). Een vaste basisplaats wist de gedreven kuitenbijter slechts bij hoge uitzondering af te dwingen, hoewel hij bij zijn club een van de steunpilaren was. In de aanloop naar het wereldkampioenschap hockey in Utrecht (1998) viel hij op het allerlaatste moment af wegens een klaplong. Zijn plaats werd ingenomen door Rogier van 't Hek. Een jaar later, in de halve finales van het sfeerloze EK hockey in Padova, speelde hij zijn – naar later bleek – laatste interland: Nederland-België (7-1), op 10 september 1999.